# 范高強
范高強（1996年5月30日—），常訛譯范曹强，越南男子羽毛球運動員。

## 簡歷
2015年4月，范高強代表越南參加在中國武漢舉行的亞洲羽毛球錦標賽男子單打項目，他在首場比賽以2比0（21-18、21-14）擊敗中華台北的周天成晉級；但在次圈面對中國的林丹，僅對戰30分钟便直落两局（13-21、4-21）落敗，未能晉級。同年9月，他出戰越南羽毛球國際系列賽，在準决赛中以1比2 （14-21、21-17、14-21）不敌赛会7号种子、印尼的克里希纳·阿迪·努格拉哈。
2016年12月，范高強出戰尼泊爾羽毛球國際賽，在準决赛中以1比2 （13-21、21-6、16-21）不敌赛会2号种子、印度的阿布舍克·埃爾加。
2017年6月，范高強出戰蒙古國羽毛球國際賽，在準决赛中以0比2 （19-21、18-21）不敌韩国的朴成敏。同年10月，他出戰寮國羽毛球國際系列賽，在準决赛中以1比2 （21-13、16-21、17-21）不敌赛会4号种子、泰国的坎塔瓦特·利拉威布。
2018年2月，范高強出戰伊朗羽毛球國際挑戰賽，在决赛中以3比1 （15-14、13-11、11-13、11-7）击败了赛会头号种子、师兄的阮進明，首次赢得国际挑战赛的男单冠军。

## 主要比賽成績
只列出曾進入準決賽的國際賽事成績：
| 年份   | 賽事                   | 公開賽級別 | 項目     | 成績   |
| ------ | ---------------------- | ---------- | -------- | ------ |
| 2015年 | 越南羽毛球國際系列賽   | 國際系列賽 | 男子單打 | 準決賽 |
| 2016年 | 尼泊爾羽毛球國際賽     | 國際系列賽 | 男子單打 | 準決賽 |
| 2017年 | 蒙古國羽毛球國際賽     | 國際系列賽 | 男子單打 | 準決賽 |
| 2017年 | 寮國羽毛球國際系列賽   | 國際系列賽 | 男子單打 | 準決賽 |
| 2018年 | 伊朗羽毛球國際挑戰賽   | 國際挑戰賽 | 男子單打 | 冠軍   |
| 2018年 | 孟加拉羽毛球國際挑戰賽 | 國際挑戰賽 | 男子單打 | 亞軍   |
| 2019年 | 尼泊爾羽毛球國際挑戰賽 | 國際挑戰賽 | 男子單打 | 冠軍   |

| 2007-2017年 | 首要超級賽 | 超級賽 | 黃金大獎賽 | 大獎賽 | 國際挑戰賽 | 國際系列賽 | 未來系列賽 | 其他 |

| 2018-2026年 | 總決賽 | 超級1000賽 | 超級750賽 | 超級500賽 | 超級300賽 | 超級100賽 | 國際挑戰賽 | 國際系列賽 | 未來系列賽 | 其他 |

### 奧運會和世錦賽參賽紀錄
|          | 2018 | 2019 |
| -------- | ---- | ---- |
| 男子單打 | 64強 | 64強 |